# كيندرا تود
كيندرا تود (بالإنجليزية: Kendra Todd)‏ هي مقدمة تلفزيونية وسيدة أعمال أمريكية، ولدت في 6 أبريل 1978 في فرجينيا بيتش في الولايات المتحدة.

## وصلات خارجية
- كيندرا تود على موقع IMDb (الإنجليزية)
- كيندرا تود على موقع قاعدة بيانات الفيلم (الإنجليزية)